# Brandon Silvestry
Brandon Silvestry (Atlanta, 6 september 1979) is een Amerikaans professioneel worstelaar. Hij was actief in het Total Nonstop Action Wrestling (TNA) onder zijn ringnamen Low Ki en Senshi en in het World Wrestling Entertainment (WWE) onder zijn ringnaam Kaval.

## World Wrestling Entertainment

### NXT
Silvestry deed mee in het seizoen 2 van WWE NXT en hij wordt bijgestaan door Team LayCool. Hij won de allerlaatste eliminatie en kan zo kiezen of hij wilde worstelen voor Raw of SmackDown.

### SmackDown (2010)
Tijdens de opnames van 7 september, Silvestry maakte zijn debuut op SmackDown. Op 23 december, zijn WWE contract werd afgelopen en niet verlengd.

## In worstelen
- Finishers
  - Dragon Clutch
  - Ghetto Stomp (Independent circuit) / Warrior's Way (TNA / FCW)
  - Ki Krusher / Ki Krusher '99
  - Ki Krusher '00 / Krush Rush

- Signature moves
  - Bite of the Dragon (opgericht)
  - Bridging evasion
  - Corkscrew 450° splash
  - Double foot stomp
  - Dragon Wing
  - Final Four
  - Headbutt
  - Iron Octopus
  - Knife-edged chop
  - Krush Kombo
  - Mongolian chop
  - Meerder kick variaties
    - Black Magic
    - Rolling wheel
    - Shoot
    - Tidal Krush
    - Tidal Wave

  - Rope hung crucifix armbar
  - Scorpion Fire
  - Twisting elbow drop

- Managers
  - Gary Hart
  - Julius Smokes
  - Héctor Guerrero

- Bijnaam
  - "The Warrior" Senshi

## Kampioenschappen en prestaties
- East Coast Wrestling Association
  - ECWA Tag Team Championship (2 keer; 1x met American Dragon en 1x met Xavier)
  - Super 8 Tournament (2001)

- Florida Championship Wrestling
  - FCW Florida Tag Team Championship (1 keer met Michael McGillicutty)

- Future of Wrestling
  - FOW Heavyweight Championship (1 keer)

- Future Wrestling Alliance
  - FWA Heavyweight Championship (1 keer)

- Impact Championship Wrestling
  - ICW Championship (1 keer)

- Independent Wrestling Association Mid-South
  - Ted Petty Invitational (2006)

- International Wrestling Cartel
  - IWC Super Indies Championship (1 keer)

- Jersey All Pro Wrestling
  - JAPW Heavyweight Championship (3 keer)
  - JAPW Light Heavyweight Championship (1 keer)

- Long Island Wrestling Federation
  - LIWF Light Heavyweight Championship (1 keer)

- New Japan Pro Wrestling
  - IWGP Junior Heavyweight Championship (1 keer)

- Pro Wrestling Zero1
  - NWA International Lightweight Tag Team Championship (1 keer met Leonardo Spanky
  - NWA/UPW/ZERO-ONE International Junior Heavyweight Championship (1 keer)

- Premiere Wrestling Federation
  - PWF Heavyweight Championship (1 keer)

- Pro Wrestling Guerrilla
  - PWG World Championship (1 keer)
  - Battle of Los Angeles (2008)

- Pro Wrestling WORLD-1
  - WORLD-1 Openweight Championship (1 keer)

- Ring of Honor
  - ROH Championship (1 keer)

- Total Nonstop Action Wrestling
  - NWA World Tag Team Championship (3 keer met Christopher Daniels en met Elix Skipper)
  - TNA X Division Championship (2 keer)

- USA Pro Wrestling
  - UXA Pro Tag Team Championship (1 keer met Xavier)

- World Wrestling Entertainment
  - NXT (winnaar seizoen 2)

- World Xtreme Wrestling
  - WXW Cruiserweight Championship (1 keer)

- Wrestling Observer Newsletter
  - Worst Worked Match of the Year (2006) TNA Reverse Battle Royal op TNA Impact!

- Andere titels
  - ICW (New Jersey) Heavyweight Championship (1 keer)
  - MCW (Illinois) Tag Team Championship (1 keer met Airborne)